# Syberia II
Syberia II (укр. Сиберія II) — пригодницька відеогра, друга частина культової пригодницької трилогії «Syberia», створеної в стилі стімпанку французьким автором Бенуа Сокалем (фр. Benoît Sokal).
Гра вийшла на ПК, PlayStation 2 і Xbox. Також гру можна відтворити і на Xbox 360.

## Сюжет
За основним сюжетом дилогії, старий француз-винахідник Ганс Форальберг (Hans Voralberg), рішуча дівчина-адвокат з Нью-Йорка Кейт Вокер (Kate Walker) і наділений душею автоматон Оскар (Oscar) вирушають на пошуки острова Сиберія (Syberia), де нібито дожили до наших днів мамонти.

### Романівськ
Подорожуючи на заводному поїзді по засніженій Росії, головні герої переживають різноманітні пригоди. Спершу вони потрапляють в далеке північне місто Романівськ (Romansburg), «останній форпост цивілізації», як кажуть самі жителі цього міста, де знайомляться зі «станційним доглядачем», — суворо-добродушним козаком, полковником у відставці Ємельяновим (Ємеліним-Гупачевим), що називає Кейт російським ім'ям — Катею. Трохи пізніше Кейт також зустрічає і веселу дівчинку Малку (Malka).
У Романівську мандрівники відвідують розташований неподалік монастир, очолюваний настоятелем, що чомусь носить титул «патріарха». У монастирі Кейт здобуває щоденник недавно померлого столітнього ченця, що ретельно приховувався — брата Олексія Туканова (Олексія Тукьянова), у минулі роки — знайомого Ганса Форальберга. Щоденник оповідає про давні подорожі брата Олексія на крайній Півночі, і зокрема, про арктичне плем'я юкола, що живе в підлідних печерах. У кінці щоденника переказується легенда про те, що на далеких північних островах все ще можна зустріти живих мамонтів. За допомогою описаних у щоденнику ліків юколів Кейт вдається вилікувати Ганса.
Потім Ганс ремонтує механічних коней свого старого знайомого — власника шинку Цукермана (Cirkos), а Кейт, намагаючись завести цих конячок, стикається з несподіваною проблемою — мисливці за мамонтовими кістками брати Бургови (Bourgof) викрадають потяг разом з Оскаром і Гансом.

### Сиберія
Діставшись на дрезині з запряженим у неї юкі (youki) — перемішшю собаки і тюленя — до дрімучого засніженого лісу, Кейт навчається ловити помаранчевого лосося, щоб нагодувати розлюченого ведмедя, стає альпіністкою і зустрічає старого друга — вічно п'яного космонавта Бориса Шарова з Комсомольська. Потім, вона знаходить поїзд і рятує Оскара від лютого морозу, але, щоб рухатися далі на допомогу викраденому братами Бурговими Гансу, мандрівникам доводиться кинути вагон.

### Село юколів
Подорож несподівано закінчилася — скінчилися і завод, і рейки. Тим часом недоумкуватий Ігор Бургов кидає свого брата, їдучи на снігоході у Романівськ, а Іван Бургов загрожує Кейт мамонтовою кісткою і потрапляє в пастку тих самих юколів.
У юкольскому селі з'ясовується, що Ганс важко хворий, і, щоб допомогти йому, Кейт повинна вирушити в Коридор Снів — Валаділену 30-х років XX століття. На жаль, ця подорож не приводить до поліпшення стану Ганса, і тоді Оскар жертвує собою, щоб стати життєзабезпечуваною системою для свого творця. А Кейт і Ганс на загадковому ковчезі, описаному ще в щоденнику Туканова, вирушають на пошуки Сибірії.

### Острів Пінгвінів
Ковчег причалює до крижини, на якій живуть пінгвіни. Кейт звільняє від льоду якір, але тут з'являється Іван. Кейт скидає його з ковчега, піднявши вітрило, і лиходій, намагаючись кинути пінгвінячим яйцем у подорожніх, стає жертвою птахів.

### Острів Сиберія
Нарешті Кейт і Ганс досягають красивий, зелений острів Сиберія, де Кейт, вирішивши останню головоломку і зігравши для мамонтів музику, виконує мрію Форальберга.
У фіналі подорожі безнадійно хворий Ганс, досягнувши своєї мрії, їде верхи на мамонті назустріч не страшній тепер для нього смерті, а Кейт з сумною усмішкою махає йому рукою. Вона залишилася одна.

## Цікаві факти
- На самому початку вступного ролика миготять координати 60°53′09″ пн. ш. 101°53′40″ сх. д. / 60.88583° пн. ш. 101.89444° сх. д.. Це — координати місця вибуху Тунгуського метеорита по Фасту[8].
- У місцевій газеті, знайденій Кейт у Романівську, міститься замітка про кончину співачки Олени Романської — героїні першої частини «Сиберії».
- На крижині, куди причалює ковчег, у безлічі водяться пінгвіни, які в реальності живуть у південній, а не в північній півкулі. Але з іншого боку, якщо там залишилися мамонти, чому б не з'явитися невідомо звідки і пінгвінам.